# 越岡村
越岡村（こしおかむら）は、かつて新潟県北蒲原郡にあった村。1901年11月1日の合併によって消滅し、現在は新潟市北区の一部となっている。
以下の記述は合併直前当時の旧越岡村に関しての記述であり、現在では名称等が異なる場合がある。なお、ここに記述されていない内容に関しては新潟市などの記事を参照。

## 沿革
- 1889年（明治22年）4月1日 - 町村制施行に伴い北蒲原郡平林村、大迎村、長戸呂村、灰塚新田、十二新田、山飯野村、（長戸呂新田の内字大瀬柳）が合併し、越岡村が発足。
- 1901年（明治34年）11月1日 - 北蒲原郡大久保村、三森村と合併し、岡方村となり消滅。

## 地域
越岡村は、合併した村名を継承する以下の大字で構成される。
平林（ひらばやし）

1889年（明治22年）まであった平林村の区域。現在の新潟市北区平林。
大迎（おおむかえ）

1889年（明治22年）まであった大迎村の区域。現在の新潟市北区大迎。
長戸呂（ながとろ）
1889年（明治22年）まであった長戸呂村の区域。現在の新潟市北区長戸呂および大瀬柳の一部。
灰塚（はいづか）

1889年（明治22年）まであった灰塚新田の区域。現在の新潟市北区灰塚。
十二（じゅうに）

1889年（明治22年）まであった十二新田の区域。現在の新潟市北区十二。
山飯野（やまいいの）

1889年（明治22年）まであった山飯野村の区域。現在の新潟市北区山飯野。
長戸呂新田（ながとろしんでん）
1889年（明治22年）まであった長戸呂新田の内字大瀬柳の区域。現在の新潟市北区長戸呂新田、大瀬柳の一部。